# Ларокская мадонна
«Ларокская мадонна» (итал. Madone de Laroque) — картина, написанная маслом на доске из тополя (48 см / 59 см) в 1502—1503 годах. Она представляет собой изображение Младенца Иисуса на руках матери, и Иоанна Крестителя рядом с ними. Данное произведение предположительно принадлежит Леонардо да Винчи.

## История и экспертизы
«Ларокская мадонна» была куплена на юго-западе Франции, в местечке Ларок неподалёку от Монпелье. Три любителя искусства, которые убеждены в том, что это ранее неизвестный шедевр Леонардо либо одного из его учеников, выложили за «Мадонну» полторы тысячи франков. Затем картина была направлена на экспертизу историку живописи Майке Фогт-Люрссен (Maike Vogt-Luerssen), которая признала в ней подлинную работу флорентийского мастера; по её мнению, характерный авторский знак да Винчи виден на нимбе, окружающем голову Девы Марии. Кроме того, она считает, что моделью, с которой художник писал Мадонну, была Изабелла Арагонская. Впоследствии ею было выдвинуто предположение, что жена графа Миланского послужила также прототипом знаменитой «Мона Лизы».

Несмотря на это, профессор Алессандро Веццози (Alessandro Vezzosi), глава Музея Леонардо да Винчи (Museo Ideale de Vinci) в Италии, убежден в том, что «Ларокская мадонна» была создана другим автором. Он сличил отпечаток руки неизвестного мастера, оставленный на полотне, с отпечатками ладоней и пальцев Леонардо, распознанными на его картинах. Эти отпечатки оказались абсолютно различными. 
«Я не хочу сказать, что картина не представляет интереса. Возможно, она действительно принадлежит кисти какого-либо ученика Леонардо. Мы знаем около 1500 подобных работ», — пояснил профессор Веццози. 
Как писал журнал «Вокруг света», гипотеза Фогт-Люрссен о том, что Изабелла Арагонская послужила моделью для создания «Джоконды», не выдержала проверки. В январе 2008 года специалисты библиотеки Гейдельбергского университета (Universität Heidelberg) в Германии подтвердили традиционную версию — на всемирно известном портрете действительно изображена Лиза дель Джокондо (Lisa del Giocondo), урождённая Герардини (Gherardini), которая была соседкой Леонардо.